# Störung des öffentlichen Friedens durch Androhung von Straftaten
Die Störung des öffentlichen Friedens durch Androhung von Straftaten ist in Deutschland ein eigenständiger Straftatbestand nach § 126 Strafgesetzbuch (StGB). Er bildet den früheren Straftatbestand des Landzwangs nach. Als solcher wird er außerhalb Deutschlands teilweise noch bezeichnet.
Der Landzwang sah früher nur die Strafbarkeit bei Androhung gemeingefährlicher Verbrechen wie Brandstiftung vor. Damit war die allgemeine Androhung der Verletzung von Individualrechtsgütern, wie bei Mord, schwerer Körperverletzung oder Raub, noch nicht erfasst.
Schutzgut ist der öffentliche Frieden, also „ein (objektiver) Zustand allgemeiner Rechtssicherheit und das (subjektive) Bewusstsein der Bevölkerung, in Ruhe und Frieden zu leben“.
Die Androhung muss einen nicht unbeträchtlichen Personenkreis adressieren, mithin – etwa über den Straftatbestand der Bedrohung (§ 241 StGB) hinaus – für die Öffentlichkeit und nicht bloß für Einzelne bestimmt sein. Dabei ist jedoch unerheblich, ob die Drohung als solche öffentlich geäußert wird; vielmehr reicht es nach herrschender Ansicht aus, wenn entsprechende Äußerungen auf Veröffentlichung abzielen (z. B. Zuschriften an Zeitungsredaktionen) oder wenn der Sache nach mit einer Veröffentlichung zu rechnen ist – dies selbst bei an Einzelpersonen gerichteten Äußerungen – bzw. aufgrund der Androhung veranlasste Maßnahmen staatlicher Stellen, an die sich eine Drohungsäußerung richtet, „zur Beunruhigung der Bevölkerung führen können“. Seitdem 2021 der Geltungsbereich des § 241 erweitert wurde und dieser nunmehr eine Androhung diverser Taten erfasst, welche öffentlich, in einer Versammlung oder durch Verbreiten eines Inhalts erfolgt (Abs. 4), überschneiden sich § 126 und § 241 teilweise, wobei Letzterer nicht nach der – mitunter schwer feststellbaren – Eignung zur Störung des öffentlichen Friedens verlangt.
Die Störung wird als abstrakte Gefährdung des öffentlichen Friedens gesehen („Wer in einer Weise, die geeignet ist, den öffentlichen Frieden zu stören, […] androht […]“); das heißt, auf das Vorliegen einer tatsächlichen Störung kommt es ebenso wenig an wie auf eine konkrete Gefährdung. In der Praxis wird die Gefährdung in der Regel bereits als eingetreten angesehen, wenn die Äußerung in die Öffentlichkeit tritt (etwa in öffentlich zugänglichen Internetforen und -chaträumen).
Gleichermaßen ist nach Absatz 2 der Vorschrift auch derjenige zu bestrafen, der in einer zur Störung des öffentlichen Friedens geeigneten Weise wider besseres Wissen vortäuscht, dass eine der Katalogtaten bevorstehe, sprich sie als in naher Zukunft unabhängig von seinem eigenen Handeln durch einen Dritten zu begehend darstellt.
Der Straftatbestand ist ein Vergehen. Der Versuch ist nicht strafbar.

## Katalogtaten
Inzwischen ist der Katalog der Straftatbestände, für deren Androhung hier Strafe angedroht ist, stark erweitert worden (zuletzt zum 3. August 2024 um den neuen Tatbestand Verschwindenlassen von Personen). 
Die Delikte müssen nach herrschende Meinung allein rechtswidrig und damit nicht zwingend schuldhaft zu begehen sein. Umfasst sind im Einzelnen:
- Mord, Totschlag (§ 211, § 212 StGB), Völkermord, Verbrechen gegen die Menschlichkeit, Kriegsverbrechen (§§ 6–12 VStGB)
- gefährliche Körperverletzung (§ 224 StGB), schwere Körperverletzung (§ 226 StGB)
- Verbrechensformen von Menschenhandel, Zwangsprostitution, Zwangsarbeit und Ausbeutung unter Ausnutzung einer Freiheitsberaubung (§ 232 Abs. 3 Satz 2, § 232a Abs. 3, 4 oder 5, § 232b Abs. 3, § 233a Abs. 3 oder 4 StGB)
- Menschenraub, Verschleppung, Verschwindenlassen von Personen, erpresserischer Menschenraub  und Geiselnahme (§ 234, § 234a, § 234b, § 239a, § 239b StGB)
- Raub, räuberische Erpressung und räuberischer Angriff auf Kraftfahrer (§ 249 bis § 251, § 255, § 316a StGB)
- schwerer Landfriedensbruch, der mittels Waffe begangen wird, bei dem schwerer Schaden an fremden Sachen angerichtet wird oder Personen schwer geschädigt werden oder in die Gefahr des Todes geraten (§ 125a Satz 2 Nr. 1–4 StGB)
- vorsätzliche Brandstiftung, Herbeiführen einer Kernenergieexplosion, Herbeiführen einer Sprengstoffexplosion (Bombendrohung), Missbrauch oder Freisetzen ionisierender Strahlen (§ 306 bis § 306c, § 307 Abs. 1 bis 3, § 308 Abs. 1 bis 3, § 309 Abs. 1 bis 4, 6, § 311 StGB)
- Herbeiführen einer Überschwemmung, Störung öffentlicher Betriebe, Beschädigen wichtiger Anlagen, Störung von Telekommunikationsanlagen, gemeingefährliche Vergiftung (§ 313, § 314, § 316b, § 317, § 318 StGB)
- Verkehrsdelikte in der Verbrechensform: Gefährliche Eingriffe in den Bahn-, Schiffs- und Luftverkehr, Gefährlicher Eingriff in den Straßenverkehr, Angriffe auf den Luft- und Seeverkehr (§ 315, § 315b, § 316c StGB)
- Vergewaltigung und andere schwere sexuelle Übergriffe (§ 177 Abs. 4–8 und § 178 StGB)